# Carabe doré
Carabus auratus
Espèce
Le carabe doré (Carabus auratus), surnommé jardinière, est une espèce d'insectes coléoptères de la famille des Carabidae et de la sous-famille des Carabinae et qui se rencontre dans les régions centrale et occidentale de l'Europe.

## Habitat
Les carabes dorés vivent dans les haies, sous les branchages et sous les pierres, en particulier sur les sols argileux et limoneux. À l'occasion, ils grimpent dans les arbres. On peut les trouver dans un rayon maximal de 70 mètres autour de leur "camp de base".
Les carabes dorés vivent environ deux ans et les populations de carabes mettent de 2 à 4 ans à se développer[réf. nécessaire].

## Description
Cette espèce a une taille comprise entre 17 et 30 mm.
Ses élytres et son thorax sont verts avec des reflets métalliques. On distingue trois larges lignes saillantes sur chaque élytre.
Le carabe doré ne vole pas car ses ailes postérieures sont rudimentaires comme chez la plupart des Carabes. On le trouve dans les jardins, les cultures et en forêt.
Espèce printanière, du mois de mai à juillet. Les femelles pondent environ 50 œufs de 5 à 6 millimètres de long.

## Régime alimentaire
Actif au cours de la journée, c'est un organisme auxiliaire en protection des cultures, ami du jardinier, car il consomme les parasites tels que limaces, escargots, carpocapse des pommes et des poires, les doryphores, les chrysomèles rayées du concombre mais également les vers de terre. Il saisit ses proies avec ses mandibules et leur applique une sécrétion digestive avant de les consommer.

## Utilisation
Une étude conjointe entre l’INRA et le BBSRC (Biotechnology and Biological Sciences Research Council) au Royaume-Uni réalisée en 2011, conclut que la présence de carabes dans les champs cultivés serait un moyen de lutte biologique efficace contre les mauvaises herbes car certains carabes consomment des graines et en particulier, de mauvaises herbes. Une meilleure gestion des populations de ces coléoptères permettrait de diminuer l’usage d’intrants (herbicides) et préserverait ainsi la biodiversité. Le carabe serait donc également un bon indicateur de la biodiversité des milieux.
Pour favoriser la présence de carabes, il est conseillé de laisser des bandes enherbées sans fauche tous les 70 m. Les phacélies l'attireraient.

## Littérature
« Un Carabe doré me crache son effluve méphitique tandis que disparaît comme un éclair son radieux arc-en-ciel. »

— J'avoue que j'ai vécu, Pablo Neruda, 1987

## Galerie

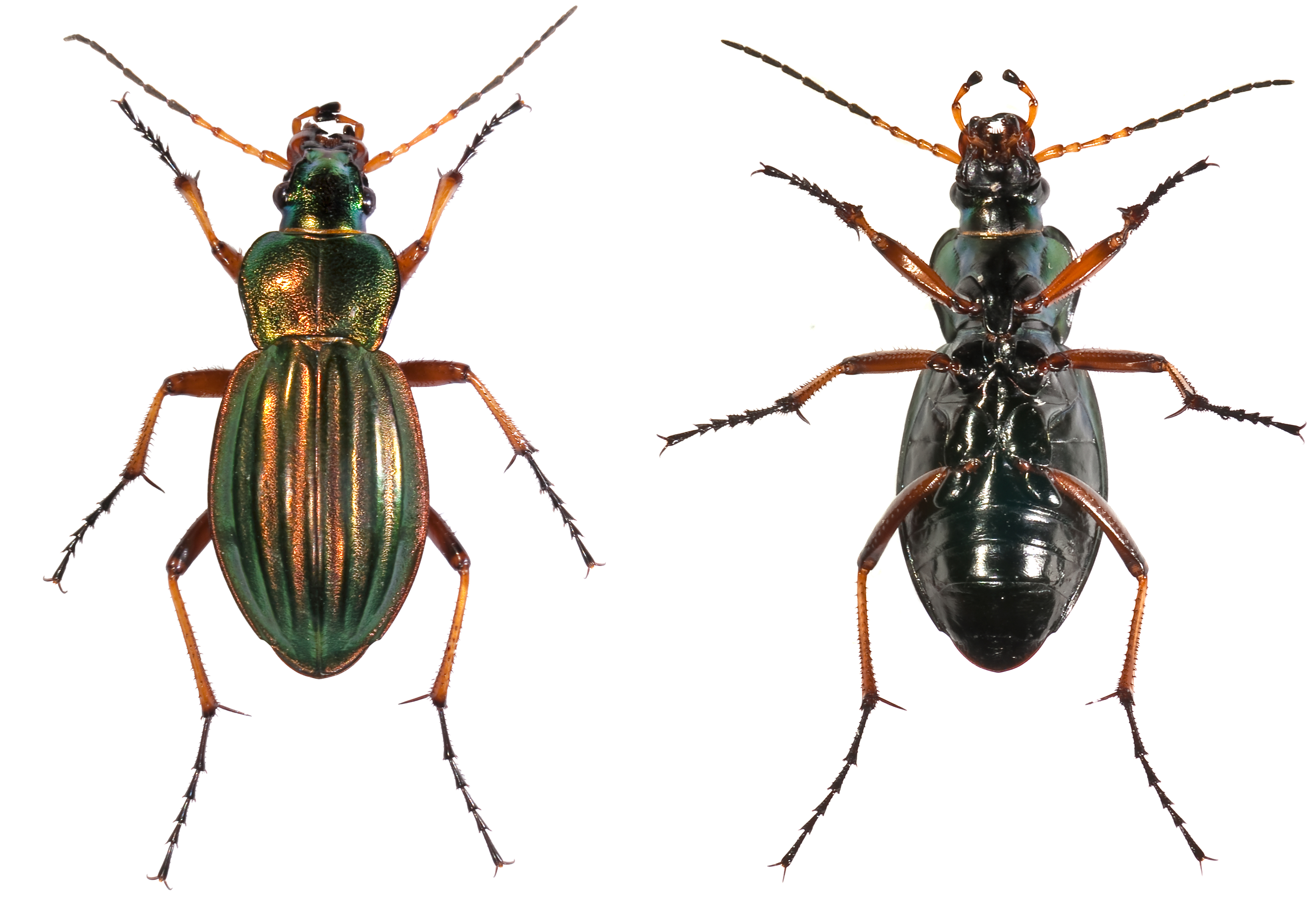
Faces dorsale et ventrale du même individu
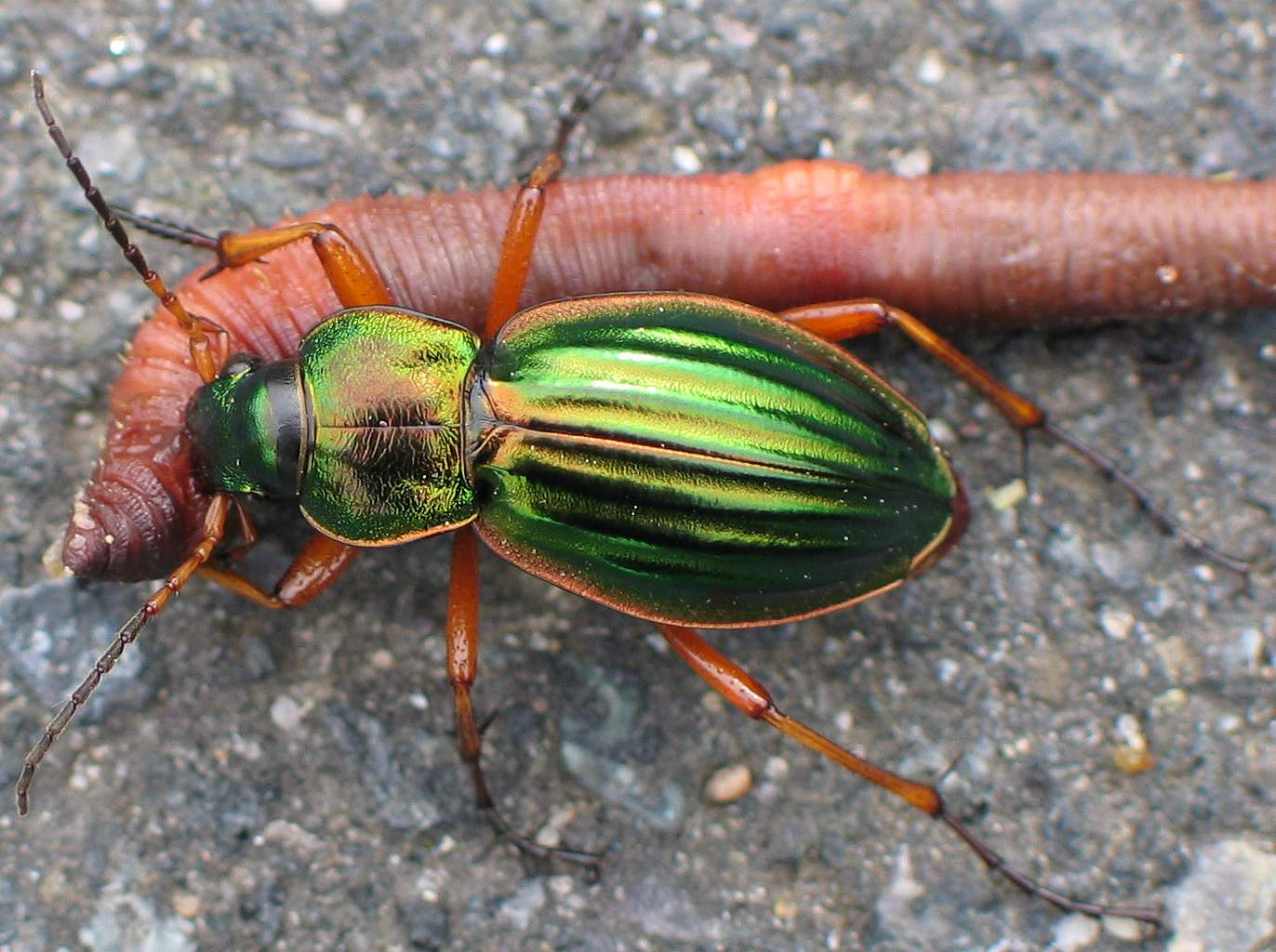
Carabe transportant un lombric
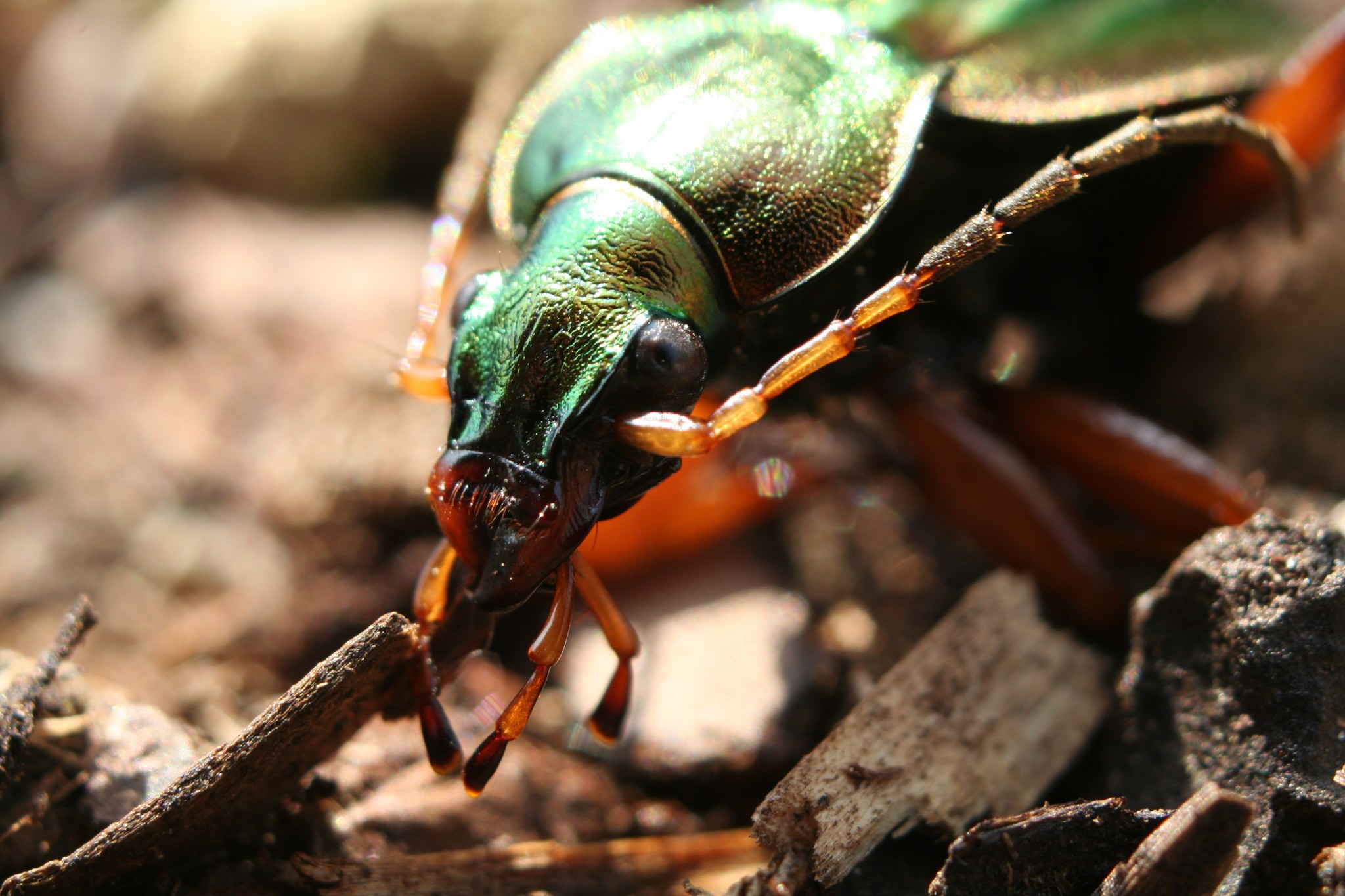
Vue de trois-quarts d'un Carabus auratus
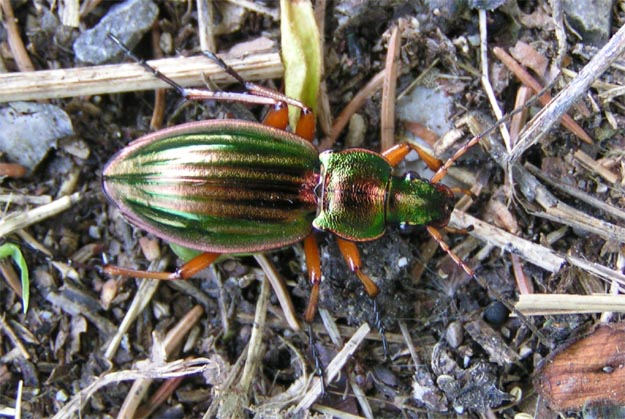